# Pseudolepicolea fryei
Pseudolepicolea fryei là một loài rêu tản trong họ Pseudolepicoleaceae. Loài này được (Perss.) Grolle & Ando miêu tả khoa học lần đầu tiên năm 1963.